# زعفران زاگرس
زعفران زاگرس (نام علمی: Crocus cancellatus) یکی از گونه‌های سردهٔ زعفران است. ارتفاع آن ۱۰ سانتیمتر است. گل‌های آن تا حدودی دارای رنگ‌های متنوع از سفید تا آبی یاسمنی پررنگ می‌باشد و معمولاً در سطح خود رگه‌هایی به رنگ ارغوانی تیره‌تر داشته و قاعدهٔ داخلی آن‌ها به رنگ سفید تا زرد دیده می‌شود. این گونه در تپه‌ها و دشت‌های سنگلاخی در منطقهٔ زاگرس از ۱۰۰۰ تا ۲۵۰۰ متر ارتفاع می‌روید. فصل گلدهی شهریور و مهر ماه‌است.